# مرگ سیاه

همه‌گیری مرگ سیاه (طاعون) در اروپا از طریق آسیا (۱۳۴۶–۱۳۵۳)

طاعون سیاه یا مرگ سیاه یک دنیاگیری طاعون به عنوان ویرانگرترین بیماری همه‌گیر تاریخ بود که در دورهٔ اوج خود میان سال‌های ۱۳۴۷ تا ۱۳۵۳ میلادی اروپا را درنوردید. این نخستین همه‌گیری بزرگ در اروپا و دومین آن در جهان بود.
مرگ سیاه تنها همه‌گیری بود که به‌طور دقیق توسط تاریخ‌دانان توصیف شده‌است. شمار مرگ‌ومیر این بیماری در این دوره کاملاً مشخص نیست. اما برآورد آن حدود ۳۰ تا ۶۰ درصد جمعیت اوراسیا یعنی نزدیک به ۷۵ تا ۲۰۰ میلیون نفر در طی این چند سال است. با این حال منابع تاریخی بسیاری دربارهٔ همه‌گیری طاعون سیاه در آسیا وجود ندارد. تخمین زده می‌شود که یک‌سوم جمعیت ایران در آن زمان کشته شدند.

## نام‌گذاری
کاربرد عنوان «مرگ سیاه» از سده ۱۷ میلادی به صورت پراکنده برای این دنیاگیری پدیدار شد و از سده ۱۸ میلادی رواج یافت. این نام‌گذاری احتمالاً بر اثر درک و ترجمه اشتباه عبارت لاتین «atra mors» حاصل شده که در آن کلمه «atra» به دو معنای «وحشتناک» و «سیاه» است. از این رو بخش «سیاه» در آن هیچ ارتباطی با علائم ظاهری بیماری ندارد. در یک مورد منحصر به فرد، سیمون دو کووین، پزشک و ستاره‌شناس سده چهاردهم فرانسوی در شعری به زبان کلاسیک لاتین این بیماری را «mors nigra» به معنای «مرگ سیاه» خوانده‌است. در این مورد نیز مقصود فاجعه و وحشت حاصل از بیماری است و «سیاه» اشاره‌ای به رنگ عارضه‌ها و اندام بیمار ندارد. به هر صورت در آن زمان به این نام‌گذاری توجهی نشد. بسیاری از پژوهشگران «مرگ سیاه» را در مفهومی گسترده‌تر، به همه دنیاگیری دوم طاعون اطلاق می‌کنند. منابع مختلف از سده چهاردهم از آن با عنوان‌های «آفت بزرگ»، «طاعون فلورانس»، «مرگ‌ومیر»، و «طاعون» یاد کرده‌اند.  از همان ابتدا، برای ایجاد تمایز مفهومی و واژه‌شناختی بین مرگ سیاه و سایر بیماری‌های واگیردار، از اصطلاح «همه‌گیری» به شکل اختصاصی برای این بیماری استفاده می‌شد.

## خاستگاه

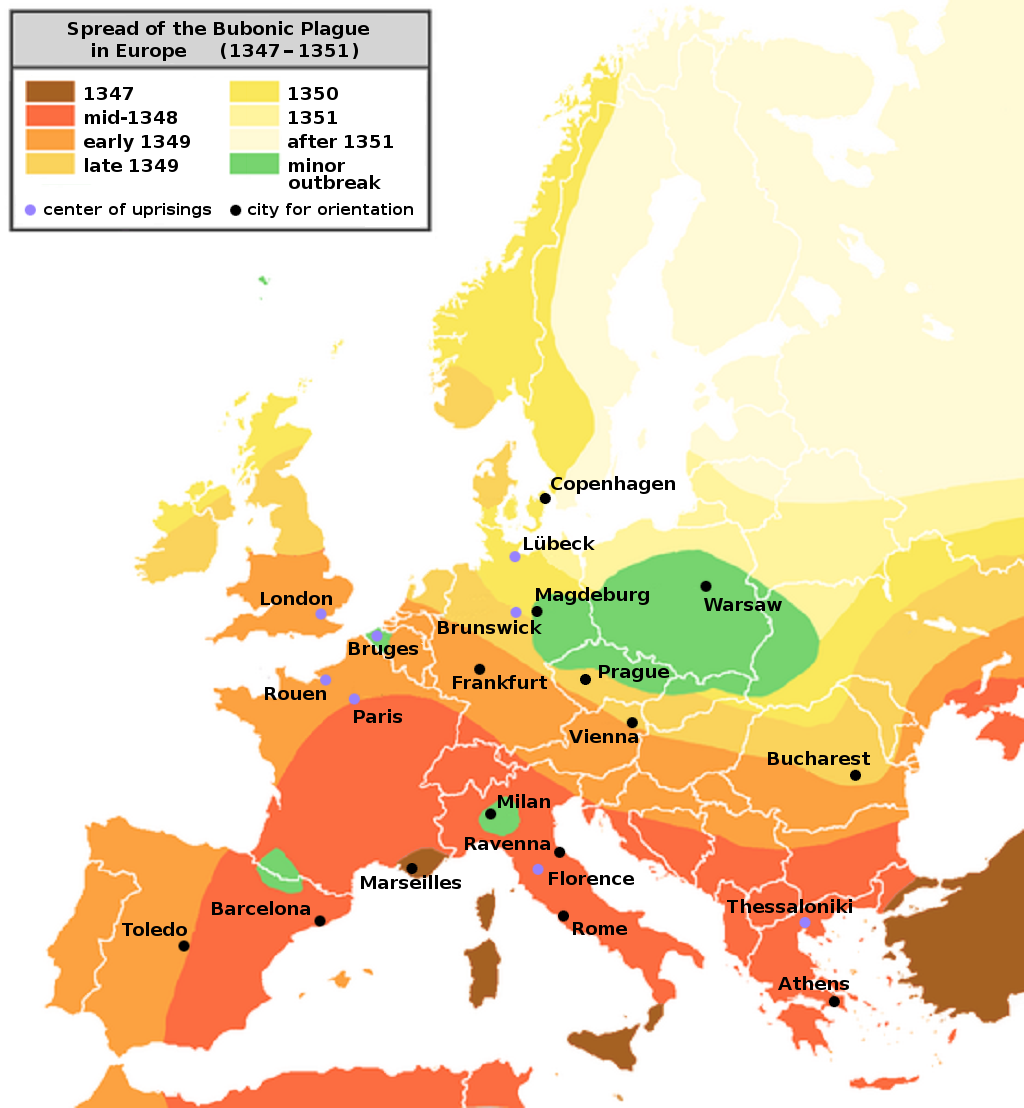
شیوه همه‌گیری طاعون سیاه در اروپا

پدیداری بیماری‌های همه گیر در قرون وسطی یک اتفاق عادی بود. اپیدمی‌ها با گسترش تجارت راه دور به‌طور فزاینده‌ای متداول‌تر شدند. مرگ سیاه آغاز دنیاگیری دوم طاعون بود که در دهه ۱۳۳۰ میلادی از آسیای مرکزی همه‌گیری پیدا کرد. نمونه‌هایی که از دندان‌های مردگان دهه ۱۳۳۰ میلادی در گورستان‌های نزدیک دریاچه ایسیک کول قرقیزستان گرفته‌شده، نشان می‌دهند که مرگ سیاه نخستین‌بار در آنجا ظهور پیدا کرده‌است. همچنین در سال‌های ۱۳۳۸ و ۱۳۳۹ میلادی به‌طور ناگهانی شمار خاک شدگان در آن منطقه بسیار بالا رفت. طاعون خیارکی در این دوره در آسیای مرکزی شایع بود و به نظر می‌رسد که جنگ مغول‌ها و چینی‌ها سبب آغاز آن شده‌است. طاعون در سال ۱۳۳۴ میلادی در استان هوبئی چین همه‌گیری و به سرعت در استان‌های اطراف سرایت یافت. نخستین موارد همه‌گیری بیماری در ۱۳۴۶ میلادی در مناطق دریای سیاه و دریای خزر دیده شد.

## بستر همه‌گیری در اروپا
هنگام فرا رسیدن مرگ سیاه، اروپا درگیر دوره‌ای طولانی از دشواری‌های اجتماعی و اقتصادی بود که به گسترش بیماری کمک کرد. یک دوره گسترش اقتصادی و رشد جمعیتی، شمار ساکنان اروپا و مردمان شهرنشین آن را بین سال‌های ۱۱۰۰ تا ۱۳۰۰ میلادی دو برابر ساخت. تعداد شهرهایی با جمعیت بیش از ۵۰ هزار نفر به شدت افزایش یافت. این شهرها گرفتار معضلات قابل توجه ازدحام و بهداشت بودند. در این حال یک رکود اقتصادی از حدود سال ۱۲۷۰ میلادی دامن‌گیر اروپا شد که به دستمزدهای کمتر و رشد فقر انجامید. تولید کشاورزی به شدت سقوط کرد. این شرایط در حالی که رشد جمعیتی از خروجی تولید پیشی گرفته بود، منجر به قحطی شد. وضعیت بی‌سابقه و ادامه‌دار بدِ آب‌وهوایی نیز ضربه مهلکی به نظام حاکم زد که از پیش شروع به توقف کرده بود. در اثر باران‌های سیل‌آسا در زمان‌های حساس و در چندین سال متوالی در کنار سرمای غیر معمول و بی‌موقع که فصل کشت را کوتاه‌تر می‌کرد، بحران تولید در مجموعه‌ای فاجعه‌بار از نرسیدن به محصولات کشاورزی، به اوج خود رسید. سیل‌ها و طوفان‌های گسترده و زمستان‌های کُشنده مشکلات را تشدید کرد. بدون وجود تأسیسات ذخیره‌سازی و شبکه مؤثر پخش، قحطی بزرگ با آثاری همیشگی، بین سال‌های ۱۳۱۵ تا ۱۳۲۲ میلادی به طول انجامید و میلیون‌ها نفر را در سرتاسر اروپا از بین برد. سال‌های ۱۳۱۹ و ۱۳۲۰ میلادی همه‌گیری ویرانگر گونه‌ای از آفت حیوانی احشام را در شمال اروپا نابود کرد و دسترسی بیشتر مردم به گوشت و شیر را محدود ساخت و تباه کردن حیوانات بارکش تولید را فلج نمود. سال‌های ۱۳۴۵ تا ۱۳۴۸ نیز با کمبود و گرانی دست به گریبان بود. چنین حوادثی امکان رشد و توسعه انسانی را می‌گرفت. روابط نابرابر قدرت در جامعه فئودالی رکود اقتصادی را تعمیق و فقر را تشدید می‌کرد. در نتیجه، مردمانی که پس از سال ۱۳۱۵ میلادی زاده شدند مقاومت کمتری نسبت به بیماری داشتند. این افراد در سنین رشد از سوءتغذیه رنج می‌بردند و در سنین بزرگسالی دچار نقض ایمنی بودند.

## همه‌گیری
در بستر افزایش جمعیت و شهرنشینی و کمبود عمومی منابع کشاورزی، تجارت فرامنطقه‌ای کالاهای اساسی و واردات از سرزمین‌های دور رشد کرده بود. تجارت و ترابری به عاملی برای همه‌گیری طاعون بدل شدند.

### انتشار در اروپا
تاتارها در سال ۱۳۴۶ میلادی مرگ سیاه را به اروپای شرقی منتقل کردند. در اکتبر ۱۳۴۷ میلادی، تاجران جنوایی بیماری را از راه دریا و از بندر کافا در شبه‌جزیره کریمه به بندر مسینا در جزیره سیسیل انتقال دادند. بیماری به سرعت به بقیه جزیره و سپس به ساردینیا و کورسیکا، جزایر مجاور، سرایت کرد. طاعون تا ژانویه ۱۳۴۸ میلادی از طریق مارسی به فرانسه رخنه کرد. بیماری با انتقال از طریق کشتی‌ها از راه سواحل یا رودهای قابل‌کشتی‌رانی، از مارسی به سوی غرب و شمال حرکت کرد و از بنادر لانگداک وارد اسپانیا و آوینیون شد. طاعون بین ماه‌های فوریه تا مه به ناربون، مونپلیه، کارکاسون و تولوز و همزمان با انتشار در اراضی داخلی ایتالیا، به رم و فلورانس رسید. در عرض یک سال همه سواحل مدیترانه را فراگرفت. بین ماه‌های ژوئن تا اوت به بوردو، لیون و پاریس رسید. به بورگونی و نورماندی همه‌گیری پیدا کرد و از طریق نورماندی و با گذر از کانال مانش، وارد جنوب انگلستان شد. در همین زمان، از طریق ایتالیا با گذر از کوه‌های آلپ به سوئیس در شمال و مجارستان در شرق رفت. سال ۱۳۴۹ میلادی از پاریس به پیکاردی، فلاندر و کشورهای سفلی و از انگلستان به اسکاتلند، ایرلند و نروژ همه‌گیری یافت. از نروژ طاعون قدم در سوئد، دانمارک، پروس، ایسلند و حتی گرینلند نهاد. با باقی ماندن یک ناحیه پاک در بوهم، مردم روسیه نیز سال ۱۳۵۱ میلادی گرفتار بیماری شدند.

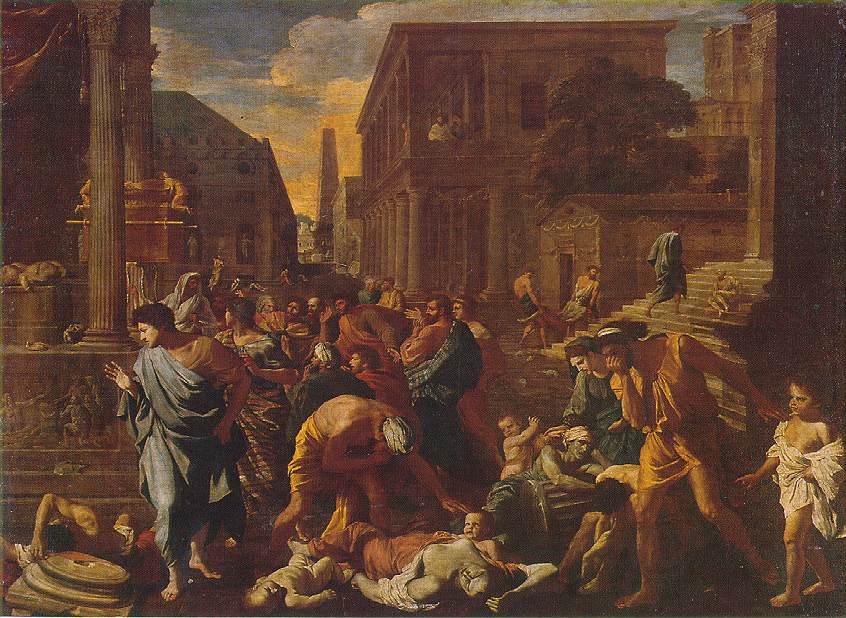

در این حین تمهیدات سخت‌گیرانه قرنطینه در بسیاری از شهرها اعمال شد. همین که پیزا و لوکا در ایتالیا آلوده گشتند، شهر همسایه پیستویا بازگشت شهروندانی را که در آن‌ها بوده‌اند را ممنوع کرد. یکی از حاکمان لسترشر در انگلستان روستایی را که طاعون در آن پدیدار شده بود، به آتش کشید و با خاک یکسان کرد. لهستان قرنطینه را از مرزهای خود اجرا کرد و توانست در عمل در امنیت نسبی بماند. جووانی ویسکونتی، اسقف‌اعظم میلان دست به اقدامات بی‌رحمانه‌ای بدین منظور زد. به دستور او دور سه خانه نخستی که دچار بیماری شدند با ساکنانش دیوار کشیده شد و خانه برای آن‌ها به همراه مردگان به مقبره بدل گشت. احتمالاً به جهت چنین سرعت عملی، میلان آسیب اندکی از همه‌گیری دید.

## علل

### نظریات اولیه
مردمان قرون وسطی اطلاعی از وجود باکتری‌ها، ویروس‌ها و سایر عوامل میکروبیولوژیک بیماری‌زا نداشتند. در نزد اروپایی‌ها عقیده بر این بود که همه‌گیری هر بیماری در مقیاس مرگ سیاه از خشم الهی نشأت می‌گیرد و چنین نمایش غضبی می‌بایست مرتبط با گناهکاری مردمان مسیحی باشد. ویلیام زوش، اسقف اعظم یورک در انگلستان در نامه‌ای به تاریخ تابستان سال ۱۳۴۹ میلادی در این باره می‌نویسد:
چه کسی است که نداند چه مرگ، آفت و عفونت بزرگی در این روزها بر بخش‌های مختلف جهان و مخصوصاً انگلستان سایه افکنده‌است. این در واقع ناشی از گناهان مردمی است که در لذّات رفاه خود گرفتار شده‌اند [و] از یادآوری موهبات خداوند بخشنده غفلت می‌کنند.
ماگنوس چهارم، پادشاه سوئد به عنوان شخصیتی غیر کلیسایی می‌گوید:
خداوند به خاطر گناهان انسان این مجازات بزرگِ مرگِ ناگهانی را فرود آورده‌است. بدین شکل بیشتر هم‌وطنان ما مرده‌اند.
 حتی پزشکانی همچون هنری لام آلمانی در اوایل سده چهاردهم می‌نویسند:
بهتر است که بگوییم این همه‌گیری از جانب خدا آمده‌است به جای آن که هر نظری را که شنیده می‌شود تکرار کنیم.
گابریل د موسی، کاتب ایتالیایی این طاعون را مجازاتی برای «تمام نوع بشر که در منجلابی از شرارت‌های مختلف غوطه می‌خورد، گرفتار خطاکاری شده‌است، رذائل بی‌شماری را دنبال می‌کند [و] غرق دریای تباهی شده‌است؛ چرا که عاری از همه خوبی‌ها [و] بدون ترس از قضاوت خدا، ظرفیت نامتناهی شرارت دارد و هر شرارتی را پی می‌گیرد»، می‌داند. غالباً، طَمَع، آز، رباخواری، دنیاپرستی، زنا، کفرگویی، دروغ‌گویی، تجمل و بی‌دینی گناهان بزرگی به حساب می‌آمدند که انسان سده چهاردهم گرفتار آن بود. مسیحیان در مقابل مرگ نوزادان و کودکان ظاهراً بی‌گناه، همگان را به جهت گناه نخستین مستحق مجازات برمی‌شمردند یا فرزند را قربانی «گناهان پدر» می‌دانستند. این شکل از تفکر تا سده‌های شانزدهم و هفدهم همچنان ادامه داشت و حتی به مجادلات اصلاحات پروتستانی هم کشیده شد؛ به وجهی که کاتولیک‌ها خشم خدا و سربرآوردن مجدد یا ادامه پیدا کردن شیوع طاعون را به ارتداد کالوینیست‌ها و در مقابل کالوینیست‌ها آن را به کفر کاتولیک‌ها نسبت می‌دادند.
بسیاری از پزشکان عصر و چندین سده پس از آن این همه‌گیری را نتیجه وضعیت‌های خاص نجومی می‌دیدند. به عقیده بسیاری از پزشکان و انسان‌های تحصیل کرده دیگر زمان، خدا از سیارات به عنوان سازوکاری برای نازل کردن طاعون بر آدمیان استفاده کرده‌است. فیلیپ ششم، پادشاه فرانسه در اکتبر ۱۳۴۸ میلادی دانشکده پزشکی دانشگاه پاریس را موظف به ارائه توضیحی دربارهٔ طاعون و منشأ آن نمود. این افراد، با بازتاب عقاید آلبرتوس ماگنوس، فیلسوف طبیعی آلمانی یک سده پیش، در جوابیه‌ای موسوم به «کانسلسیوم پاریس»، طاعون را «ناشی از تقارن سیارات زحل، مشتری و مریخ دقیقاً راس ساعت ۱:۰۰ بعد از ظهرِ روز ۲۰ مارس سال ۱۳۴۵ میلادی» دانستند. بر اساس عقاید رایج زمان، مقارنت زحل و مشتری باعث مرگ و فاجعه و مقارنت مشتری و مریخ سبب نشر آفت در هوا می‌شد. با توجه به اعتبار مرجع صادر کننده آن، این تحلیل مدت‌ها در منابع متعدد پزشکی قرار داشت. در کنار این، به دنباله‌دارها نیز به عنوان دلیل نگریسته می‌شد. هانس فروتس، پزشک آلمانی در سال ۱۴۸۲ میلادی می‌نویسد: «دنباله‌دارها با دنباله‌ای آتشین در آلمان به عنوان ستارگان در حال مرگ شناخته می‌شوند زیرا که تمام رطوبتی را که بر فراز آن می‌گذرند جمع می‌کنند. طاعون بزرگ را می‌توان در این بستر دید و این نیز موجب جو آلوده‌است.» عده دیگری زمین‌لرزه‌ها را با طاعون مرتبط می‌دیدند. تصور می‌شد زمین لرزه سبب شکستن سطح زمین و آزاد گشتن بخارات مضر محبوس در آن می‌گردد که هوا را آلوده می‌نماید. چنین نظریه‌ای تا سده نوزدهم همچنان هوادار داشت. یکی از عمده دلایل پایداری بلند مدت این نظریات، با وجود رنسانس، اصلاحات مذهبی و انقلاب علمی، ریشه داشتن آموزش پزشکی در نظریات و سنت‌های قدیمی بود که جلوی پیشرفت علم پزشکی را می‌گرفت.

## ویژگی‌های بیماری و شرایط همه‌گیری
بیماری همه‌گیری یافته از نوع طاعون خیارکی بود که فرد مبتلا به آن پس از تحمل درد شدید، سه تا پنج روز پس از بروز نشانه‌های اولیه، جان خود را از دست می‌داد. این مدت زمان گاهی بسیار کمتر و در حد تنها یک روز بود؛ به وجهی که برخی گزارش‌ها از مرگ افرادی خبر می‌دهد که شب سالم به رختخواب می‌رفتند اما پیش از برخاستن از آن، در اثر بیماری جان می‌باختند. بیماری در دو شکل بروز می‌نمود. در نوع اول جریان خون آلوده می‌شد و باعث بروز خونریزی داخلی و ایجاد خیارک بر سطح پوست فرد مبتلا می‌شد و با تماس، به دیگران منتقل می‌گشت. کشاله ران و زیر بغل عمده نقاطی بودند که این خیارک‌ها می‌رستند. در نوع دومِ بدخیم‌تر، دستگاه تنفسی مورد حمله قرار می‌گرفت و از طریق تنفس سرایت می‌کرد. حضور هر دو شکل بیماری موجب افزایش همه‌گیری و بالا رفتن نرخ تلفات می‌شد. با همه‌گیری هر چه بیشتر بیماری، نشانه‌های بیشتری از جمله تب طولانی و تعرق شدید در بیماری پدیدار می‌شد. عرق، خون، نفس، و ادرار فرد مبتلا بوی تعفن از خود ساطع می‌کرد. استیلای افسردگی و ناامیدی بر بیمار در کنار سایر نشانه‌های جسمی، پیش از پایان کار، مرگ را در مقابل چشمان او مجسم می‌کرد.
بین ۶۰ تا ۱۰۰ درصد افرادی که به این بیماری مبتلا می‌شدند جان خود را از دست می‌دادند. طاعون بین چهار تا شش ماه جمعیت هر ناحیه را قلع‌وقمع می‌کرد و سپس ناپدید می‌شد. همه‌گیری در طول زمستان فروکش و در بهار دوباره برای شش ماه سر برمی‌آورد و طغیان می‌کرد.

## چاره‌جویی

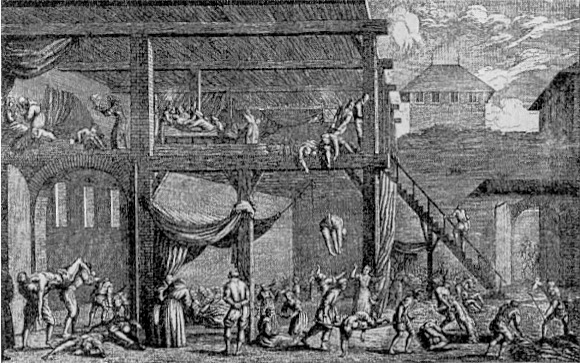
بیمارستان وین

با توجه به تصور نشات گرفتن بیماری از خشم خدا، تلاش‌های مختلفی به اشکال گوناگون برای فرونشاندن این خشم الهی صورت گرفت. در برخی شهرها از جمله در روآن در فرانسه، هر کاری که موجب |«برانگیختن شدن خشم خدا» شود، همانند قمار، فحاشی و می‌خوارگی، ممنوع اعلام شد. راهپیمایی دسته‌های توبه که در ابتدا با مجوز پاپ انجام می‌شد، عمومیت بیشتری داشت. این راهپیمایی‌ها که گاهی تا سه روز به طول می‌انجامید و تا دو هزار نفر را دربرمی‌گرفت، خود باعث شیوع هر چه گسترده‌تر بیماری بود. وقتی این مسئله که این راهپیمایی‌ها خود به منبع عفونت بدل شده‌است، پاپ کلمنت ششم دستور به ممنوعیت آن داد.

### اقدامات پزشکی
در هنگام همه‌گیری مرگ سیاه علم پزشکی، با افزوده شدن تعدادی ابزار و فن جدید، تقریباً همان جایی بود که ۱۵۰۰ سال پیش از آن قرار داشت. مسئله‌ای که بیش از همه مشکل‌آفرین و موجب وحشت شده‌بود عدم آگاهی از شیوه جلوگیری و درمان بیماری بود. تلاش برای فائق آمدن بر آن، چه درمان و چه پیشگیری، ثمره اندکی داشت. سعی عمده پزشکان بر پاکسازی هوا با سوزاندن مواد معطر بود. گی دو شولیاک، پزشک پاپ کلمنت ششم دستور به گشودن دو آتش بزرگ در اقامتگاه پاپ و نشستن او بین آن‌ها در گرمای تابستان داد. این روش مؤثر واقع افتاد؛ مسلماً بدان جهت که کک‌ها را از پاپ دور نگاه می‌داشت و فرمان دو شولیاک بر انزوای او بود.
بر مبنای طب سنتی، تصور می‌شد افرادی با مزاج گرم و مرطوب، همانند زنان جوان و کودکان، برای ابتلا به این بیماری مستعدتر هستند. افراد چاق و دارای تغذیه گرم و مرطوب نیز در معرض خطر پنداشته می‌شدند. ابتلا و مرگ افراد دیگری که در این زمره نمی‌گنجیدند موجب حواله علت به اداره الهی می‌شد. ورزش کردن، داشتن رابطه جنسی و حمام آب گرم که موجب افزایش شدت تنفس و باز شدن منافذ پوستی می‌شود را علت تسریع ابتلا در نظر گرفته می‌شد.

### مقصر شمردن یهودیان

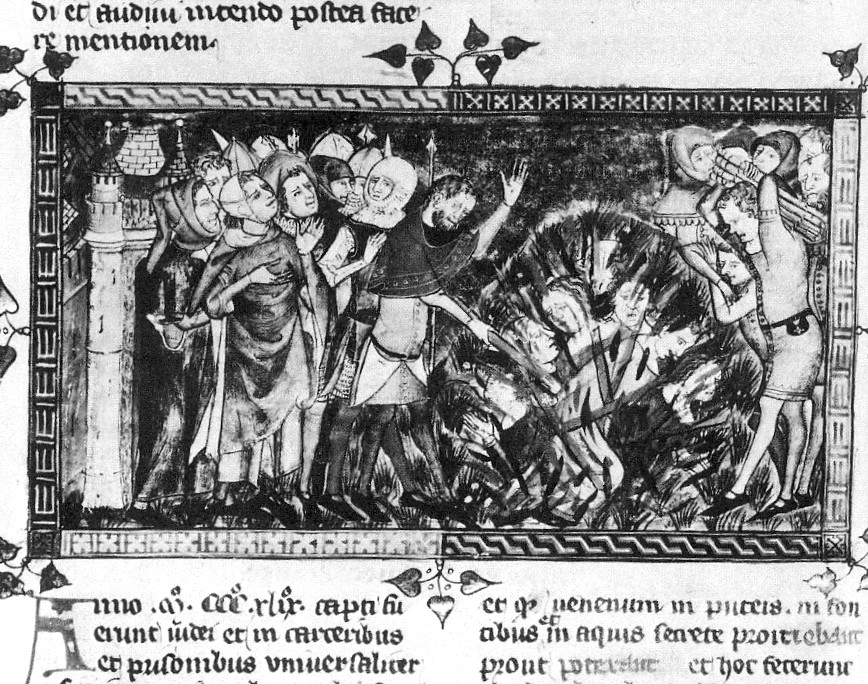
اعدام یهودیان طی طاعون سیاه

با وجود این که نظریه مجازات الهی به عنوان عامل طاعون پذیرفته‌شده بود اما افراد همچنان به دنبال یک عامل انسانی بودند تا خشمی را که نمی‌شد بر خدا تخلیه کرد، بر سر آن تخلیه کنند. یهودان به عنوان «غریبه‌های ابدی» و موجوداتی منفور نزد مسیحیان، هدفی مسلم به نظر می‌آمدند. آزار و اذیت یهودیان به اتهام آلوده کردن چاه‌ها به قصد از بین بردن مسیحیان و «سروری یافتن بر آن‌ها» از بهار سال ۱۳۴۸ میلادی آغاز شد. نخستین حملات علیه یهودیان در ناربون و کاراسکون در فرانسه اتفاق افتاد. در این حوادث یهودیان از خانه‌های خود بیرون کشیده شده و در آتش سوزانده می‌شدند و اموالشان به غارت می‌رفت. پاپ کلمنت ششم برای سامان دادن به شرایط، کشتار و محاکمه یهودیان بدون محاکمه را ممنوع اعلام کرد که موجب توقف آن در اوینیون و ایالات پاپی شد. با این حال بی‌توجه به فرمان پاپ، خشم مردم نسبت به یهودیان به سرزمین‌های شمالی‌تر منتقل گشت. حاکمان در ابتدا در تلاش بودند از یهودیان محافظت کنند اما زیر فشار عمومی تسلیم می‌شدند و خود برای حصول منفعت مالی به این جریان می‌پیوستند. نخستین محاکمات رسمی ماه سپتامبر سال ۱۳۴۸ میلادی در ساووی برگزار شد. اعترافات تحت شکنجه، حاکی از یک توطئه بین‌المللی یهودی بود که از اسپانیا نشات می‌گرفت. در این محاکمات یازده یهودی به مرگ محکوم و زنده در آن سوزانده شدند. با نشر اعترافات گرفته شده، موج خشونت‌ها به سوئیس و آلمان نیز رسید. پاپ کلمنت ششم مجدداً برای خواباندن ناآرامی‌ها، با صدور فرمان دیگری در ماه سپتامبر سال ۱۳۴۸ میلادی مسیحیانی که یهودیان را به نشر آلودگی متهم می‌کردند «فریفتگان شیطان» خواند. پاپ یهودیان را با «اراده اسرارآمیز خدا»، خود همانند دیگران قربانی طاعون دانست. او از عوامل مذهبی خواست یهودیان را تحت حفاظت خود بگیرند. با این حال این سخنان نزد عموم تأثیر چندانی نداشت. ماه ژانویه سال ۱۳۴۹ میلادی تمامی صدها یهودی ساکن بازل در یک جزیره در رود راین گرد آوری و در یک ساختمان به آتش کشیده شدند. ماه بعد، بدون این که طاعون اصلاً به آن رسیده باشد، دو هزار یهودی استراسبورگ، جز کسانی که مسیحیت گرویدند، در محل گورستان سوزانده شدند. در فرایبورگ، آگسبورگ، نورنبرگ، مونشن، کونیکسبرگ، رگنسبرگ و مراکز دیگر قتل‌عام‌های مشابه دیگری اتفاق افتاد. در وورمس، یورک و چند نقطه دیگر یهودیان طبق یک رسم قدیمی، پیش از دشمن، خود و خانه‌هایشان را به آتش کشیدند. حاکمان اندکی از جمله آلبرت دوم، دوک اتریش، تمهیدات مؤثری برای محافظت از یهودیان داشتند. آخرین پوگروم‌ها ماه دسامبر سال ۱۳۴۹ میلادی در آنتورپ و بروکسل به وقوع پیوست که موجب ریشه‌کنی جامعه یهودیان محلی شد. هنگام پایان همه‌گیری تعداد کمکی یهودی در آلمان و کشورهای سفلی باقی مانده بود. برای جمعیت باقی‌مانده قوانین محدودکننده و سخت‌تری وضع شد.

## تلفات

### اروپا
برآورد می‌شود بین سال‌های ۱۳۴۷ تا ۱۳۵۳ میلادی حدود نیمی از جمعیت اروپا در اثر مرگ سیاه جان باخته‌اند. این مقدار عددی بالغ بر ۲۰ میلیون نفر را شامل می‌شد. گزارش از مرگ روزانه ۴۰۰ نفر در اوینیون، ۵۰۰ نفر در پیزا، ۶۰۰ نفر در فلورانس و ۸۰۰ نفر در پاریس شده‌است. شهرهای بزرگ به عنوان مراکز پرتردد آسیب بیشتری نسبت به نقاط کم‌جمعیت‌تر متحمل شدند. یک سوم تا دو سوم از مردمان تمامی این شهرها تلف گشتند. نیمی از جمعیت پاریس، سه پنجم تا چهار پنجم جمعیت فلورانس، دو سوم از جمعیت ونیز، هامبورگ و برمن در این میانه از بین رفتند.
با وجود این که میزان مرگ‌ومیر بین قشر بی‌نوای ناشناس بیشتر بود اما عده‌ای از افراد سرشناس و بزرگ نیز قربانی آن گشتند که شامل این موارد می‌شد:
- آلفونسوی یازدهم، پادشاه کاستیا به عنوان تنها فرمانروای حاکم
- لئونور پرتغال، همسر پدروی چهارم، پادشاه آراگون و ماریا، دخترش
- ژان دو بورگونیه، همسر فیلیپ ششم، پادشاه فرانسه
- بونه لوکزامبورگ، همسر ژان، ولیعهد فرانسه
- یکی از پسران ژان ششم، امپراتور بیزانس
- جاون، دختر ادوارد سوم، پادشاه انگلستان
- خوآنای دوم، ملکه ناوار و دختر لوئی دهم، پادشاه فرانسه
- کاترین اتریش، مادر آنگران هفتم، سنیور کوسی
- جووانی ویلانی، وقایع‌نگار ایتالیایی
- آندرئا پیزانو، معمار و مجسمه‌ساز فلورانسی
- یک سوم از کاردینال‌های کلیسای کاتولیک
- جان دو استراتفورد، اسقف اعظم کانتربری و دو جانشین او[۳۱]

### شمال آفریقا و غرب آسیا
تخمین زده می‌شود که حدود یک سوم جمعیت خاورمیانه، از جمله ایران، عراق، و سوریه در این همه‌گیری کشته شدند.

## پیامدها

### اثرات اجتماعی
مرگ سیاه نسبت به هر همه‌گیری طاعون یا هر بیماری عفونی دیگری در طول تاریخ سرزمین‌های بسیار وسیع‌تری را ویران و مرگ‌ومیر بسیار بالاتری ایجاد کرد. از این رو تأثیر اجتماعی عظیم و اهمیت تاریخی یافته‌است. نرخ ازداوج افزایش یافت. به هر صورت با وجود نصف شدن جمعیت، نسبت طبقات اجتماعی همانند گذشته باقی ماند.
نگرانی از حفظ دانش بشری، آموزش رونق بیشتری پیدا کرد که باعث جهش تأسیس دانشگاه‌ها شد. کارل چهارم، امپراتور مقدس روم دانشگاه پراگ را در سال ۱۳۴۸ میلادی، در میانه همه‌گیری، بنیان نهاد و در عرض پنج سال اعتبارات حاکمیتی برای ایجاد دانشگاه‌های دیگر از جمله دانشگاه پاویا اختصاص داد. در همین مدت سه دانشکده جدید به دانشگاه کمبریج افزوده شد.

### اثرات اقتصادی
نتیجه واضح و بلافاصله مرگ سیاه یک جمعیت به شدت تقلیل یافته بود. در پی کاهش تعداد خریداران قیمت محصولات در ابتدا ریزش زیادی داشت و تجارت دچار رکود شد. کمبود اقلام مشمول مالیات سبب شد حاکمان نرخ مالیات‌ها را افزایش دهند. نیروی انسانی به منظور فعالیت اقتصادی و تولیدی بسیار کاهش یافت. از این رو اجازه بهای زمین کمتر و دستمزدها بیشتر شد. زمین‌داران ناچار برای زیر کشت نگاه داشتن زمین‌های خود، گاهی آن‌ها را برای یک یا چند سال به رایگان در اختیار رعایا قرار می‌دادند. با این حال با نیروی کار اندک مزارع و باغات به تدریج به جنگل و مرتع تبدیل شدند. در پی کاهش تولید اجناس کمیاب و قیمت‌ها چندین برابر شد. در فرانسه قیمت گندم تا سال ۱۳۵۰ میلادی به چهار برابر رسید.
دستگاه کلیسای کاتولیک ثروتمندتر از پیش شد. مسیحیان از ترس مرگ در شرایط گناه، مقادیر زیادی پول را برای خرید آمرزش نصیب نهادهای مذهبی کردند.

### اثرات عقیدتی
همه‌گیری و اثرات مرگ سیاه موجب شد نگاه به مسائلی چون خدا و خواستش، دین، دستگاه کلیسا و حاکمیت مادی و معنوی آن و جهان اطراف تغییر کند. در پی بروز نارضایتی، ندای اصلاح‌طلبی از گوشه و کنار شنیده شود و اذهان شروع به باز شدن و پرسش‌گری کردند. با مشاهده امکان تغییر در مسائلی که ثابت تلقی می‌شد «عصر اطاعت» به پایان رسید و وجدان فردی در پیش گرفته شد. تا این حد که مرگ سیاه را می‌توان آغازی غیررسمی بر انسان مدرن دانست.

## باز رخداد
همه‌گیری طاعون شش بار دیگر در عرض شش دهه آینده در نواحی مختلف در فاصله‌های زمانی ده تا پانزده ساله مجدداً سربرآورد.